# یوروستت
یوروستت یا ادارهٔ آمار اروپا (به انگلیسی: Eurostat) یکی از ادارات کمیسیون اروپا است که در محله کیرچبرگ شهر لوکزامبورگ، در کشور لوکزامبورگ واقع است. وظایف اصلی آن، ارائهٔ اطلاعات آماری به نهادهای اتحادیه اروپا (EU) و ترویج هماهنگی روش‌های آماری در کشورهای عضو اتحادیه اروپا و نامزدهای پیوستن به آن و همچنین انجمن تجارت آزاد اروپا است.
یوروستت طبق مقررات (EC) شماره ۲۲۳/۲۰۰۹ عمل می‌کند. مدیر کل یوروستت در حال حاضر، ماریانا کوتزوا، معاون مدیرکل سابق یوروستت و رئیس مؤسسهٔ ملی آمار بلغارستان است.

## مدیران کل
| نام                    | ملیت       | تاریخ مسئولیت      |
| ---------------------- | ---------- | ------------------ |
| رولف واگنفهر           | آلمان غربی | ۱۹۵۲–۱۹۶۶          |
| ریموند دوما            | فرانسه     | ۱۹۶۶–۱۹۷۳          |
| ژاک مایر               | فرانسه     | ۱۹۷۳–۱۹۷۷          |
| ایج دورن وویل د لا کور | دانمارک    | ۱۹۷۷–۱۹۸۲          |
| پیتر د ژوس             | هلند       | ۱۹۸۲–۱۹۸۴          |
| سیلویو رونچتی          | ایتالیا    | ۱۹۸۴–۱۹۸۷          |
| ایو فرانچت             | فرانسه     | ۱۹۸۷–۲۰۰۳          |
| میشل وندن ابیل         | بلژیک      | ۲۰۰۳–۲۰۰۴          |
| گونتر هانریش           | اتریش      | ۲۰۰۴–۲۰۰۶          |
| هرو کاره               | فرانسه     | ۲۰۰۶–۲۰۰۸          |
| والتر رادخمار          | آلمان      | ۲۰۰۸–۲۰۱۶          |
| ماریانا کوتزوا         | بلغارستان  | ۲۰۱۷ - در حال حاضر |

مقررات (EC) شماره ۲۲۳/۲۰۰۹ پارلمان اروپا و شورای ۱۱ مارس ۲۰۰۹ در آمارهای اروپایی، چارچوب قانونی برای آمارهای اروپایی را تعیین می‌کند.

## زمینه‌های اصلی فعالیت‌های آماری
کار آماری یوروستت در قالب موضوعات و زیر موضوعات زیر طراحی شده‌است.

### آمار عمومی و منطقه‌ای
- مناطق و شهرها
- آمار پوشش زمین/استفاده از زمین (LUCAS)
- همکاری بین‌المللی

### اقتصاد و امور مالی
- حساب‌های ملی (شامل تولید ناخالص داخلی)
- جداول ورودی-خروجی ESA
- حساب‌های بخش اروپایی
- حقوق بازنشستگی در حساب‌های ملی
- امور مالی دولتی و EDP
- ارز و نرخ بهره
- شاخص‌های هماهنگ قیمت مصرف‌کننده (HICP)
- آمار قیمت مسکن
- برابری قدرت خرید (PPP)
- تعادل پرداخت
- جهانی شدن اقتصاد

### جمعیت و وضعیت اجتماعی
- جمعیت: جمعیت‌شناسی، پیش‌بینی جمعیت، سرشماری، پناهندگی و مهاجرت
- سلامت
- آموزش و پرورش
- بازار کار (از جمله نظرسنجی نیروی کار (LFS))
- درآمد، شمول اجتماعی و شرایط زندگی
- حمایت اجتماعی
- نظرسنجی بودجه خانوار
- جوانان
- فرهنگ
- ورزش
- جُرم و عدالت کیفری
- شاخص‌های کیفیت زندگی
- برابری اجتماعی (سن، جنسیت و معلولیت)
- آمار مربوط به مهارت‌ها

### صنعت، تجارت و خدمات
- آمار ساختاری کسب و کار
- آمار کوتاه‌مدت کسب‌وکار
- گردشگری
- کالاهای تولیدی (Prodcom)

### کشاورزی و شیلات
- کشاورزی
- جنگل‌داری
- شیلات

### تجارت بین‌المللی
- تجارت خارجی کالا
- تجارت خارجی در زمینهٔ خدمات

### محیط زیست و انرژی
- محیط زیست
- انرژی
- تغییر اقلیم

### علم، فناوری، جامعهٔ دیجیتال
- علم، فناوری و نوآوری
- اقتصاد دیجیتالی و جامعه

فعالیت‌های آماری کلی مربوط به یوروستت عبارت‌اند از:
- هماهنگی و اداره سیستم آماری اروپا
- هماهنگی و تحقیق روش‌شناسی آماری
- کیفیت و گزارش آماری

## دسترسی به آمار یوروستت
مهم‌ترین آمار یوروستت از طریق بیانیه‌های مطبوعاتی در ساعت ۱۱:۰۰ صبح در وبگاه یوروستت قرار داده می‌شوند.
علاوه بر این، نشریات مختلف چاپی یا به صورت الکترونیکی رایگان در اینترنت یا به صورت چاپی از طریق کتاب‌فروشی اتحادیه اروپا در دسترس است.

## محل
یوروستت از زمان افتتاح ساختمان در ۱۹۹۸ در ساختمان جوزف بچ، در شمال شرقی محله کیرچبرگ شهر لوکزامبورگ مستقر است.